# Pena capital en Jordania
La pena de muerte es legal en Jordania. El país ha tenido una moratoria sobre la pena capital entre 2006 y 2014. A finales de 2014, se levantó la moratoria y se ejecutaron a 11 personas. Dos ejecuciones más sucedieron en 2015 y otras 15 ejecuciones sucedieron entre 2017 y 2021.
Las ejecuciones se dan por ahorcamiento, aunque previamente, el único método era fusilamiento.

## Historia
Entre el año 200 y la imposición de la moratoria en 2006, ha habido 41 ejecuciones, ya sea por asesinato, terrorismo u ofensas sexuales.
En 2005, el rey Abdalá II de Jordania mencionó que "en coordinación con la Unión Europea, nos gustaría modificar nuestro Código Penal. Jordania podría convertirse pronto en un país de primer mundo en el Medio Oriente sin tener una pena capital". Una moratoria sobre la pena de muerte fue puesta después el año siguiente.
En 2008 y 2010, Jordania se abstuvo de votar en la Moratoria de la ONU de la pena de muerte.
En noviembre de 2014, el gabinete jordano formó un comité para explorar si Jordania debería volver a aplicar la pena de muerte.
En 21 de diciembre de 2014, se ahorcaron a 11 personas, todos fueron hombres condenados por asesinato en 2005 y 2006. Estas fueron las primeras ejecuciones desde junio de 2006, desde entonces, 122 sentencias a muerte fueron dadas. Poco tiempo antes de las ejecuciones, el Inter ministro Hussein Al-Majali mencionó que la pena capital debe ser retomada debido a un debate mayor sobre el tema, y la creencia pública de que un crecimiento en la tasa de crimen fue causada por la no-aplicación de la pena capital. El levantamiento de la moratoria fue criticado por organizaciones defensoras de los derechos humanos.
El 4 de febrero de 2015, poco tiempo después de que se descubriera que el piloto jordano Muath Al-Kasasbeh fue asesinado por el Estado Islámico, Jordania ejecutó a Sajida Mubarak Atrous al-Rishawi y Ziad Khalaf Raja al-Karbouly. Ambos fueron convictos de ofensas terroristas.
En febrero de 2016, los medios locales reportaron que un comité del gobierno recomendó la ejecución de 13 ofensores, de 80 casos investigados.
15 personas fueron ejecutadas en la mañana del 4 de marzo de 2017; 10 condenados por terrorismo y los otros 5 por asesinato atroz y violación de menores. Los convictos por terrorismo fueron parte de un ataque a la embajada de Jordania en Bagdad, 2003 que dejó docenas de muertos, un ataque en Amán en 2006 en el que murió un turista, un complot terrorista frustrado en Irbid, 2016 que planeó el bombardeo de varios objetivos civiles, un ataque contra oficiales de inteligencia en 2016 que dejó 5 muertos, y el asesinato del escritor jordanio Nahed Hattar en 2016.

En 2017 había un total de 120 personas en el corredor de la muerte, incluyendo 12 mujeres.
El 4 de agosto de 2021, un hombre jordanio fue colgado en la prisión de Swaqa por incinerar viva a su esposa libanesa, siendo la ejecución más reciente en el país.

## Crímenes capitales
La pena capital puede ser dada por asesinato, violación, terrorismo, robo agravado, tráfico de drogas, posesión y uso ilegal de armas, crímenes de guerra, traición y espionaje.

## Proceso legal
En años recientes, la mayoría de los veredictos de pena capital han sido dados por el Tribunal de Seguridad Estatal. Casos en los que la pena capital se da, reciben una apelación automáticamente.
El Artículo 93 de la Constitución de Jordania establece que "ninguna pena de muerte debe ser llevada a cabo, a no ser que sea ratificada por el rey. Cada sentencia debe ser enviada al rey por el Consejo de Ministros junto a la opinión del consejo".
Varias categorías de personas son excluidas de recibir pena capital. Estas excepciones se dan a menores de 18 años, mujeres embarazadas, gente con enfermedades mentales y personas con retraso mental.